# Tsung
Tsung (от англ. Tsunami-Next Generation, ранее известный как IDX-Tsunami) — распределённая система нагрузочного и стресс-тестирования, написанная на языке Erlang. Разработку системы начал Nicolas Niclausse в 2001 году. Изначально это была распределённая система для нагрузочного тестирования jabber для внутренних нужд компании IDEALX (сейчас - OpenTrust). Через несколько месяцев проект развился в открытый мультипротокольный инструмент для нагрузочного тестирования. Поддержка HTTP была добавлена в 2003 году.
Tsung может использоваться для тестирования различных протоколов HTTP (в том числе SOAP), WebDAV, Jabber, LDAP, а также PostgreSQL и MySQL, а также дает возможность эмулировать кластер из клиентских машин.

## Возможности
Для протокола HTTP система позволяет:
- имитировать разные методы (GET, POST и т.д.)[4]
- управлять куками автоматически и вручную
- добавлять заголовки (например -  SOAP)
- производить базовую аутентификацию
- имитировать разных пользовательских агентов
- записывать действия пользователя с помощью рекордера

В рамках протокола Jabber/XMPP могут тестироваться сообщения об аутентификации, регистрации присутствия, сообщения в чате, работа со списком пользователей, комнатами, а также настройка синхронизации пользователей.

## Структура
Файл конфигурации Tsung — это XML файл. Основным тегом является тег <tsung>, в котором заключается вся конфигурация. Тег имеет два свойства: loglevel и dumptraffic. loglevel регулирует подробность лога, а dumtraffic используется для отладки. При параметре dumptraffic=true создается файл лога dump.log, в который подробно записывается каждый ответ от сервера. В последней версии Tsung, есть варианты dumptrafic=light — первые 44 байта ответа сервера и dumptrafic=protocol — только следующие данные date;pid;id;http method;host;URL;HTTP status;size;match;error.
```
 
<?xml version="1.0"?>

 
<tsung
 
loglevel=
"info"
 
dumptraffic=
"false"
>

     
...

 
</tsung>

```

### Клиенты и серверы
При тестировании можно использовать несколько виртуальных IP-адресов, что крайне полезно в случае, когда балансировщик нагрузки на сервере использует сетевой адрес клиента для распределения сетевого трафика в кластере серверов.
```
<clients>

     
<client
 
host=
"test1"
 
weight=
"1"
 
maxusers=
"500"
>

          
<ip
 
value=
"10.0.2.3"
/>

          
<ip
 
value=
"10.0.2.4"
/>

     
</client>

     
<client
 
host=
"test2"
 
weight=
"3"
 
maxusers=
"250"
 
cpu=
"2"
>

          
<ip
 
value=
"10.1.2.5"
/>

     
</client>

</clients>

<server
 
host=
"10.2.2.10"
 
port=
"8081"
 
type=
"tcp"
/>

```

Виртуальная машина Erlang может работать с несколькими ядрами - для клиентов Tsung более эффективно использовать одну VM на ядро. Параметр cpu должен быть равным количеству ядер на узлах.
В данном примере вторая машина используется в кластере Tsung с большим «весом» и двумя ядрами. По умолчанию нагрузка равномерно распределена на все ядра (одно ядро на клиент по умолчанию). Параметр weight (integer) может быть использован для настройки приоритетности машины клиента. В частности, если у одного клиента вес 1, а у другого 2, второй запустит в два раза больше пользователей, чем первый (пропорции будут 1/3 и 2/3). В приведенном примере, где у второго клиента cpu=2 и weight=3, вес равен 1,5 для каждого ядра.

### Мониторинг
Tsung поддерживает несколько вариантов мониторинга: родной агент мониторинга на Erlang, Munin или SNMP. Агент должен быть установлен на стороне сервера. Если нагрузка создаётся для кластера серверов, можно применять разные агенты для разных серверов.
```
<monitoring>

     
<monitor
 
host=
"10.1.1.94"
 
type=
"erlang"
/>

     
<monitor
 
host=
"10.1.1.94"
 
type=
"munin"
>

          
<munin
 
port=
"8081"
/>

     
</monitor>

     
<monitor
 
host=
"10.1.1.94"
 
type=
"snmp"
>

          
<snmp
 
version=
"v2"
 
community=
"rwCommunity"
 
port=
"11161"
/>

     
</monitor>

</monitoring>

```

### Фазы нагрузки
Нагрузку можно разбить на несколько фаз. В настройках можно задать длительность каждой фазы и очерёдность выполнения фаз. В каждой фазе можно установить количество одновременных пользователей двумя способами: задать количество пользователей за промежуток времени, например 100 пользователей в секунду, либо задать частоту создания пользователей, например, один пользователь каждые 0,01 секунд. В стабильную нагрузку можно вставить специфическую сессию в определенное время для имитации какой-либо проверки или запуска некоторого сервиса.
```
<load>

     
<arrivalphase
 
phase=
"1"
 
duration=
"10"
 
unit=
"minute"
>

<!-- Фаза разогрева -->

          
<users
 
interarrival=
"0.1"
 
unit=
"second"
>
 
</users>

     
</arrivalphase>

     
<arrivalphase
 
phase=
"2"
 
duration=
"60"
 
unit=
"minute"
>

<!-- Фаза нагрузки -->

          
<users
 
arrivalrate=
"1000"
 
unit=
"second"
>
 
</users>

     
</arrivalphase>

<!-- Специальные сессии -->

     
<user
 
session=
"addManyProducts"
 
start_time=
"20"
 
unit=
"minute"
/>

     
<user
 
session=
"checkOrders"
 
start_time=
"25"
 
unit=
"minute"
/>

</load>

```

### Пользовательские агенты
В следующем примере настройки для имитации различных браузеров устанавливается процентное соотношение между пользовательскими агентами. Этот процент определяет вероятность присвоения сессии пользователя одного из указанных агентов (по умолчанию присваивается — tsung):
```
<option
 
type=
"ts_http"
 
name=
"user_agent"
>

     
<user_agent
 
probability=
"60"
>

           
Mozilla/5.0
 
(Macintosh;
 
Intel
 
Mac
 
OS
 
X
 
10.6;
 
rv:9.0)
 
Gecko/20100101
 
Firefox/9.0

     
</user_agent>

     
<user_agent
 
probability=
"20"
>

          
Mozilla/5.0
 
(compatible;
 
MSIE
 
8.0;
 
Windows
 
NT
 
5.0;
 
Trident/4.0;
 
InfoPath.1;
 
SV1;
 
.NET
 
CLR
 
3.0.4506.2152;
 

          
.NET
 
CLR
 
3.5.30729;
 
.NET
 
CLR
 
3.0.04506.30)

     
</user_agent>

     
<user_agent
 
probability=
"20"
>

          
Mozilla/5.0
 
(X11;
 
Linux
 
x86_64)
 
AppleWebKit/535.21
 
(KHTML,
 
like
 
Gecko)
 
Chrome/19.0.1042.0
 
Safari/535.21

     
</user_agent>

</option>

```